# Ча луа
Ча луа (вьет. chả lụa) — традиционная вьетнамская свиная колбаса, один из самых распространённых мясных продуктов во Вьетнаме. Ча луа присутствует на праздничном столе во время Тета, но широко используется и в повседневной кухне. На севере Вьетнама имеет название зё луа (вьет. giò lụa).

## История
Ча луа появилась в XIX веке во время французской колонизации. Блюдо возникло как комбинация вьетнамских ингредиентов и европейской технологии приготовления колбасы.

## Приготовление
Нежирная свинина отбивается в однородную массу (традиционно для этого используются ступка и пестик), после чего смешивается с крахмалом, специями и рыбным соусом. Смесь заворачивается в банановый лист, получившийся рулет готовится на пару́. При приготовлении в США банановый лист часто заменяют на алюминиевую фольгу.

## Употребление
Ча луа применяется в супах (таких как бун бо Хюэ), лапше, роллах бань куон, а также является классической начинкой для бань ми. Иногда его подают как самостоятельное блюдо, сервируя с рисом и соусом чили.
Невскрытый рулет домашней ча луа может храниться при комнатной температуре около недели, изготовленный фабричным способом — ещё дольше, а в холодильнике способен сохраняться до 3-4 недель.